# Жуйкова Маргарита Василівна
Жуйкова Маргарита Василівна (нар. 26 вересня 1956, м. Сімферополь Кримська область, УРСР) — мовознавець, професорка кафедри української мови Волинського національного університету імені Лесі Українки, доктор філологічних наук.

## Біографія
Народилась у м. Сімферополі в Криму (тоді Кримська область) 26 вересня 1956 року. Батьки, службовці, були спрямовані у Сімферополь за державним розподілом наприкінці 1940-х років, після того як Крим був спустошений Другою світовою війною та депортаціями.
1973 року закінчила спеціалізовану середню школу № 40 і вступила до Сімферопольського університету (тоді Сімферопольський державний університет імені М. Фрунзе) на філологічний факультет. Завершила навчання з відзнакою у 1980 році. Навесні того ж року посіла перше місце у філологічній секції Всесоюзної студентської конференції «Студент і науково-технічний прогрес», що відбувалась у Новосибірську.
По завершенні університету працювала викладачем у Кримському медичному інституті (Сімферополь), на кафедрі російської мови як іноземної, згодом у Сімферопольському державному університеті асистентом кафедри російської мови. У 1993 р. разом з чоловіком, професором Анатолієм Свідзинським, переїхала до Луцька, де саме тоді на основі Луцького педагогічного інституту був створений Волинський державний університет імені Лесі Українки. Від 1993 до 2016 рр. працювала на кафедрі прикладної лінгвістики на посадах старшого викладача, доцента, професора.
1997 р. у Львівському державному університеті імені Івана Франка захистила дисертацію на здобуття наукового ступеня кандидата філологічних наук за спеціальністю «українська мова» (10.02.01). Тема роботи: «Типологія внутрішньо-видових дієслівних опозицій у сучасній українській мові», керівник проф. Лев Полюга.
2009 р. в Інституті мовознавства імені Олександра Потебні НАН України захистила дисертацію на здобуття наукового ступеня доктора філологічних наук за спеціальністю «українська мова» (10.02.01) та «російська мова» (10.02.02). Тема роботи: «Ґенеза образної предикації в етнолінгвістичному аспекті», науковий консультант проф. Валерій Мокієнко.
Від 2016 року працює професором кафедри української мови Волинського національного університету імені Лесі Українки.

## Наукові зацікавлення
Основні наукові інтереси зосереджені у сфері діахронної лексикології та фразеології слов’янських мов, а також етнолінгвістики, семіотики традиційної культури. Останніми роками наукову діяльність спрямовано передусім на дослідження лінгвістичних аспектів процесів пізнання (психолінгвістика та когнітивна лінгвістика). Вивчає також міфологічні аспекти поетичних текстів, зокрема творів Володимира Свідзинського .
З повним списком публікацій можна ознайомитися в біобібліографічному довіднику, що виданий 2021 року бібліотекою ВНУ.

## Викладацька діяльність та керівництво науковою роботою
Викладає курси «Вступ до мовознавства», «Загальне мовознавство», «Порівняльно-історичне та типологічне мовознавство»,   «Сучасні лінгвістичні теорії». 
Підготувала шість кандидатів філологічних наук (спеціальності «Загальне мовознавство» та «Германські мови»), виступила в ролі наукового консультанта одного доктора філологічних наук (спеціальність «російська мова»).
Викладала в якості запрошеного лектора в науковій школі «Ośrodek badań nad tradycją antyczną», сесія «Językowy obraz świata. Polska i sąsiedzi» (Варшава, 2001), в Українському католицькому університеті (Львів, 2002-2003 рр.), Рівненському інституті слов'янознавства Київського славістичного університету (2006), у Таврійському національному університеті імені В. Вернадського (Сімферополь, 2010-2011).

## Просвітницька громадська діяльність
Від часу створення Товариства української мови (згодом — Товариство «Просвіта») була активною організаторкою: долучилася до створення перших українських класів у Сімферополі, ведення недільної школи для дітей «просвітян».
Після переїзду до Луцька неодноразово виступала з доповідями і лекціями в рамках Днів науки як у Волинському університеті, так і в інших наукових та освітніх середовищах: Малій академії наук, НУ «Львівська політехніка», Кам'янець-Подільському, Донецькому, Запорізькому університетах.
2014 року, після анексії Криму, включилася у волонтерську діяльність, організувала в Луцьку курси української мови для переселенців.